# SMAP 016/MIJ
『SMAP 016 / MIJ』（エムアイジェイ）は、SMAPの15枚目のオリジナル・アルバム。 2003年6月25日にビクターエンタテインメントから発売。

## 解説
MIJとはMade In Japanの略。「日本人が世界中で活躍する時代の中で、我々も日本人であることを誇りにし、胸を張って歩いていこう」というメッセージが含まれている。
オリジナル・アルバムではSMAP初の2枚組仕様。
これまで通りSMAP全体での楽曲が収録されたDisc1に加え、Disc2としてメンバー5人全員のソロ曲が収められた。
アルバムタイトルにナンバリングが付いている最後のオリジナルアルバムである。「SAMPLE BANG!」から「super.modern.artistic.performance」まではアルバムのテーマ曲にナンバリングが付いていて、We are SMAP!までパッケージのシュリンクに付くシールの説明に付いていた。
中居、木村は、同作で30代となってから初めてのアルバムとなった。また、稲垣、草彅は同アルバムが20代として最後のアルバムとなった。

## チャート成績
- 2003年7月7日付のオリコン週間アルバムチャートで、初週30.5万枚を売り上げ、初登場1位を獲得した[1]。累計売上は46.9万枚（オリコン調べ）。

## 収録曲
| #         | タイトル                                 | 作詞           | 作曲           | 編曲                                  | 時間  |
| --------- | ---------------------------------------- | -------------- | -------------- | ------------------------------------- | ----- |
| 1.        | 「Theme of MIJ」(inst.)                  | -              | G.M-KAZ        | G.M-KAZ                               | 4:49  |
| 2.        | 「SUMMER GATE」                          | 井手コウジ     | 井手コウジ     | 米光亮                                | 4:33  |
| 3.        | 「sunrise, sunshine」                    | シライシ紗トリ | シライシ紗トリ | シライシ紗トリ                        | 4:09  |
| 4.        | 「UNPOSTED LETTER」                      | 麻生哲朗       | コモリタミノル | 河野圭                                | 6:04  |
| 5.        | 「Touch Me Kiss Me」(木村拓哉・稲垣吾郎) | 市川裕一       | 市川裕一       | 河野伸                                | 4:19  |
| 6.        | 「Flapper」                              | 売野雅勇       | Rie            | 鷺巣詩郎                              | 4:18  |
| 7.        | 「愛と勇気」                             | トータス松本   | トータス松本   | 土方隆行                              | 4:29  |
| 8.        | 「A Song For Your Love」                 | キハラ龍太郎   | 斎藤潤         | 武藤星児                              | 4:41  |
| 9.        | 「夏日憂歌」(読み: サマータイムブルース) | 市川喜康       | 市川喜康       | 小西貴雄                              | 5:17  |
| 10.       | 「たてながの自由」                       | 町田康         | 田島貴男       | 久保田光太郎                          | 4:15  |
| 11.       | 「ススメ!」                              | 多田琢         | TAKUYA         | 田辺恵二 / コーラスアレンジ: 知野芳彦 | 5:22  |
| 合計時間: | 合計時間:                                | 合計時間:      | 合計時間:      | 合計時間:                             | 52:16 |

| #         | タイトル                              | 作詞                   | 作曲                           | 編曲      | 時間  |
| --------- | ------------------------------------- | ---------------------- | ------------------------------ | --------- | ----- |
| 1.        | 「トイレットペーパーマン」(中居正広)  | 井手コウジ・N.マッピー | 井手コウジ・N.マッピー・米光亮 | 米光亮    | 5:41  |
| 2.        | 「Easy Go Lucky!」(木村拓哉)          | トータス松本           | トータス松本                   | 本間昭光  | 4:05  |
| 3.        | 「Thousand Nights」(稲垣吾郎)         | 黒須ちひろ             | KAN                            | 家原正樹  | 4:18  |
| 4.        | 「la.la...Shall we Tap?」(草彅剛)     | 清水昭男               | 清水昭男                       | 渡辺未来  | 4:13  |
| 5.        | 「がんばれ王子」(香取慎吾)            | つんく♂                | つんく♂                        | 小西貴雄  | 7:22  |
| 6.        | 「世界に一つだけの花」(organ version) | 槇原敬之               | 槇原敬之                       | 上杉洋史  | 3:48  |
| 合計時間: | 合計時間:                             | 合計時間:              | 合計時間:                      | 合計時間: | 29:27 |

### 曲解説

#### DISC 1
1. Theme of MIJ（inst.）
2. SUMMER GATE
6thベスト・アルバム『SMAP 25 YEARS』にも収録されている。
3. sunrise, sunshine
4. UNPOSTED LETTER
5. Touch Me Kiss Me - 木村拓哉・稲垣吾郎
6. Flapper
7. 愛と勇気
8. A Song For Your Love
6thベスト・アルバム『SMAP 25 YEARS』にも収録されている。
9. 夏日憂歌（読み：サマータイムブルース）
34thシングル「freebird」カップリング「Song 2 〜the sequel to that〜」の続編
6thベスト・アルバム『SMAP 25 YEARS』にも収録されている。
10. たてながの自由
11. ススメ!
TBS系『アテネオリンピック』放送イメージソング
2004年に「ススメ! GOLD盤」としてリカットが予定されていた。
5thベストアルバム『SMAP AID』、6thベスト・アルバム『SMAP 25 YEARS』にも収録されている。

#### DISC 2
1. トイレットペッパーマン - 中居正広
2. Easy Go Lucky! - 木村拓哉
2022年8月3日発売のTAKUYA KIMURA Live Tour 2022 Next Destinationでも歌われている。
3. Thousand Nights - 稲垣吾郎
4. la.la...Shall we Tap? - 草彅剛
5. がんばれ王子 - 香取慎吾
ミュージカル仕立てになっており、キャイ〜ン、草彅も参加している。
6. 世界に一つだけの花（organ version）
35thシングルのオルガン・バージョン
シングルバージョンではなかったが、こちらのバージョンではPVが製作されている。

## テレビ出演
SUMMER GATE
- 『SMAP×SMAP』（2003年7月14日、関西テレビ・フジテレビ）
この回の音楽コーナー「S-Live」でテレビ初披露。

sunrise, sunshine
- 『SMAP×SMAP』（2004年8月9日、関西テレビ・フジテレビ）
この回の音楽コーナー「Memorippies」のテーマ「海の家でかけるオススメのSMAPソング」にてテレビ初披露。

UNPOSTED LETTER
- 『SMAP×SMAP』（2003年6月23日、関西テレビ・フジテレビ）
この回の音楽コーナー「S-Live」でテレビ初披露。

Flapper
- 『SMAP×SMAP』（2003年8月25日、関西テレビ・フジテレビ）
この回の音楽コーナー「S-Live」でテレビ初披露。

愛と勇気
- 『SMAP×SMAP』（2003年6月30日、関西テレビ・フジテレビ）
この回の音楽コーナー「S-Live」でテレビ初披露。

A Song For Your Love
- 『SMAP×SMAP』（2003年8月11日、関西テレビ・フジテレビ）
この回の音楽コーナー「S-Live」でテレビ初披露。

夏日憂歌
- 『SMAP×SMAP』（2003年7月28日、関西テレビ・フジテレビ）
この回の音楽コーナー「S-Live」でテレビ初披露。

ススメ!
- 『SMAP×SMAP』（2003年8月4日、関西テレビ・フジテレビ）
この回の音楽コーナー「S-Live」でテレビ初披露。

トイレットペッパーマン
- 『SMAP×SMAP』（2004年3月1日、関西テレビ・フジテレビ）
この回の音楽コーナー「Memorippies」のテーマ「モーニングSONG」にて5人で披露。

がんばれ王子
- 『香取慎吾の特上!天声慎吾』（2003年11月2日、日本テレビ）
「200回記念SMAPコンサートに突然出ることになっちゃいましたスペシャル」として、キャイ～ンが出演したMIJ Tour（8月23日、横浜国際総合競技場）の模様を放送。